# ナポリ湾

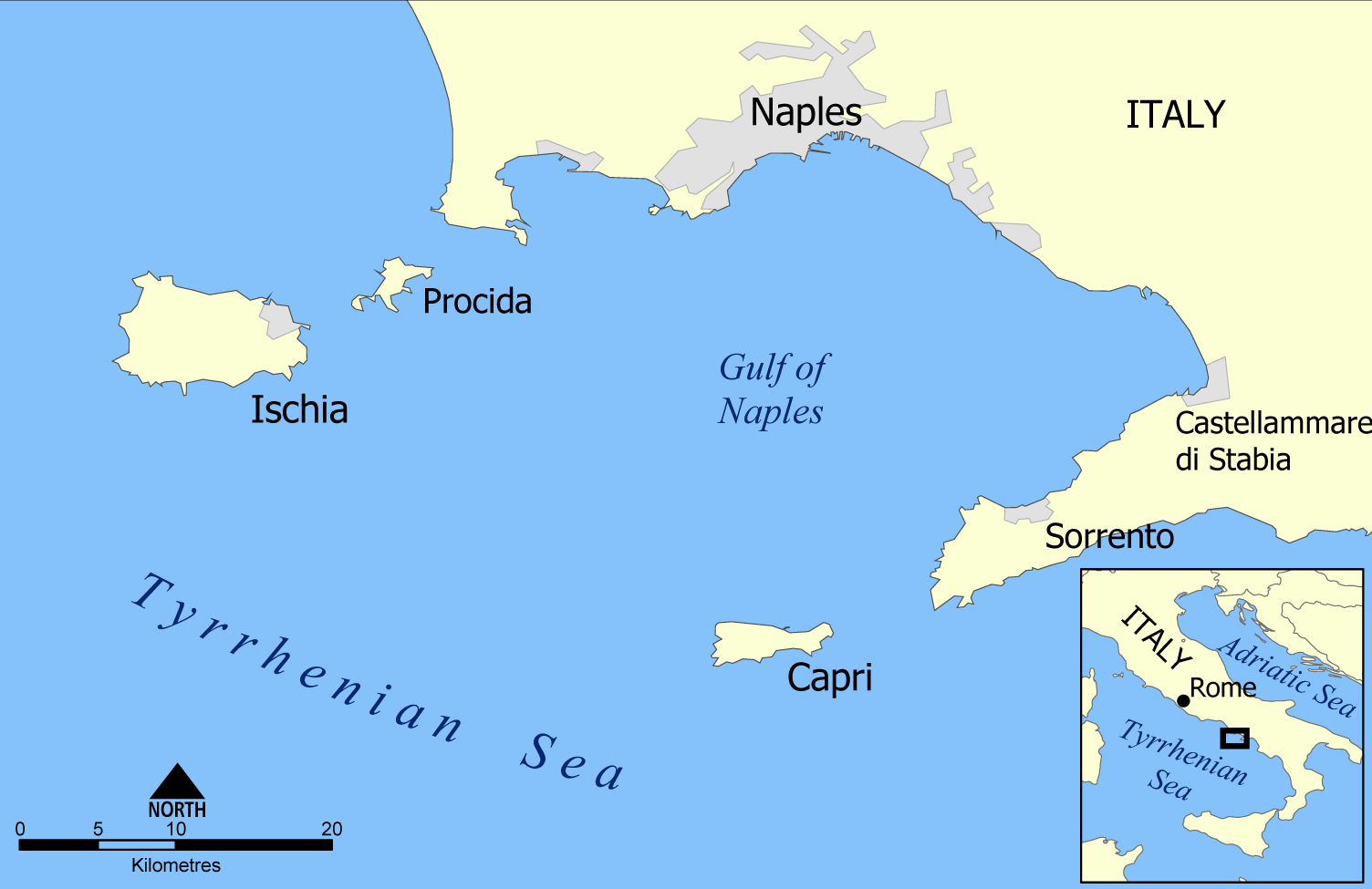
ナポリ湾

ナポリ湾（ナポリわん、イタリア語: Golfo di Napoli、ナポリ語:Gurfo 'e Napule）は、イタリア南西部のカンパニア州にあるティレニア海（地中海）の湾。西に向けて開いている。湾の北側にはナポリ、ポッツオーリの市街が、東側にはヴェスヴィオ山がある。南はソレントがあるソレント半島で、その向こうはサレルノ湾である。
湾には、カプリ島、イスキア島、プローチダ島が浮かぶ。ナポリの諸火山は、ヴェスヴィオ山からフレグリア火山区域を通って、プローチダ島とイスキア島へ、北東から南西に広がりながら、ほぼ直線的に伸びている。